# Низяни
Низя́ни — колишній населений пункт, село Чернігівського району Запорізької області.

## Географія
Село знаходилось на схід від Чернігівки, на обох берегах річки Токмак. Нині це частина смт Чернігівка.

## Назва
Назва походить від того, що Низяни знаходяться униз від смт Чернігівки по течії річки Токмак.

## Історія
З початку заселення Чернігівки у 1783 році селяни жили однією общиною, а в 1852 році під час відмежування від общини «излишней земли» нижня частина села відокремилась від верхньої й утворила поземельну общину № 2 — Низянську. Низянська община була багатшою за інші, бо вона отримала найкращі землі біля річки крім того вона користувалася 600 десятинами землі незаконно.
На початку XX століття в селі діяла одна церковно-приходська і одна земська початкова школа, було збудовано православний храм, прихожанами якого були й жителі с. Бегим Чокрак.
У період голоду 1921—1922 років у селі загинуло близько 300 жителів. У середині 20-х років село носило назву Зінов'євка на честь відомого більшовика. Наслідком колективізації стало розкуркулення найкращих господарів і утворення сільгоспартілей.
Під час голодомору 1932—1933 років голодувало все населення, померло близько 400 мешканців.
У період сталінських репресій було репресовано 12 жителів. Напередодні війни дещо зміцнилась матеріальна база колгоспів, дещо покращився рівень життя людей. У 1938 році відкрилась Низянська семирічна школа.
На фронтах німецько-радянської війни воювало 210 низянців, 162 з них загинуло, 70 нагороджено. При звільненні села від німецько-фашистських загарбників загинуло 103 воїни. На їхній могилі встановлено пам'ятний знак. Пам'ятний знак також встановлено на честь загиблих земляків.
По війні село відбудували. В результаті укрупнення колгоспів восени 1950 року було утворено два колгоспи «імені Калініна» та «імені Шевченка». У 1954 році колгосп «імені Калініна» реорганізовано шляхом приєднання до нього колгоспу «імені Шевченка». У 1957 році Низянську сільраду було ліквідовано і село увійшло до складу Чернігівської селищної ради. Про назву Низяни нагадувала назва восьмирічної школи та назва залізничної станції, відкритої у 1932 (відкрита як роз'їзд, з 1934 року станція) році на північ від села.
Жителі села Низяни взяли участь у заснуванні таких населених пунктів: х. Прохладний, х. Жовтневий, с. Роздольє, с. Побєдне та ін.